# 에보나이트

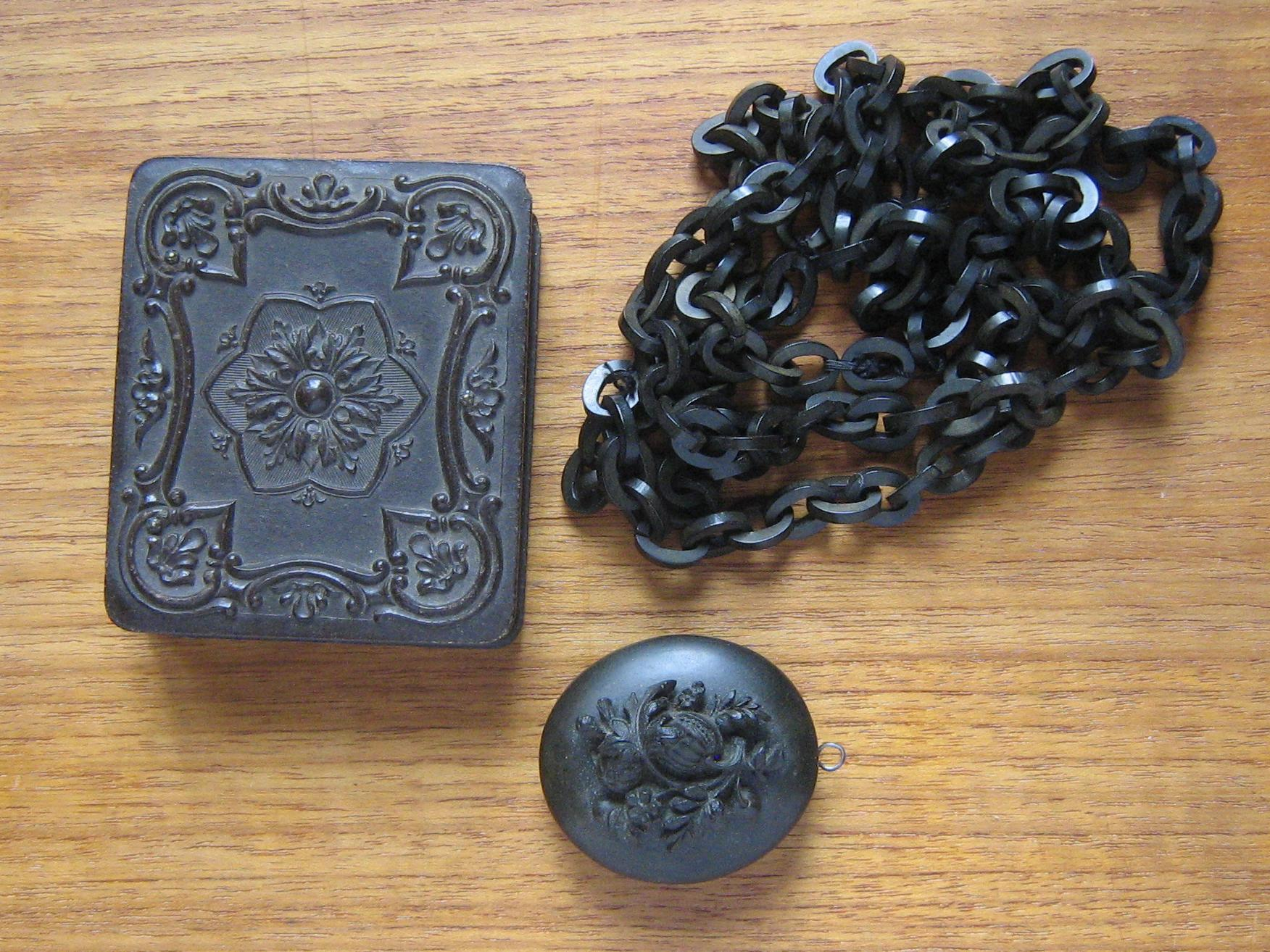
19세기 에보나이트의 활용

에보나이트(영어: Ebonite), 경질 고무 또는 경화 고무는 천연 고무를 장시간 가황하여 얻은 고무이다. 유황과 아마인유를 25%에서 많게는 80%까지 함유하고 있다. '에보나이트'라는 이름은 흑단 목재의 인공 대체재로 사용되기 시작한 데서 유래했다. 흔히 벌카나이트라는 명칭은 광물에 사용되지만, 과거에는 에보나이트 물질명 자체를 가리키는 데에도 사용되었다.
찰스 굿이어의 동생인 넬슨 굿이어는 에보나이트 복합재료의 화학 반응에 대해 실험하였다. 1851년 그는 산화 아연을 충전재로 사용했다. 이후 휴 실버가 에보나이트라고 명명하였다.

## 특성

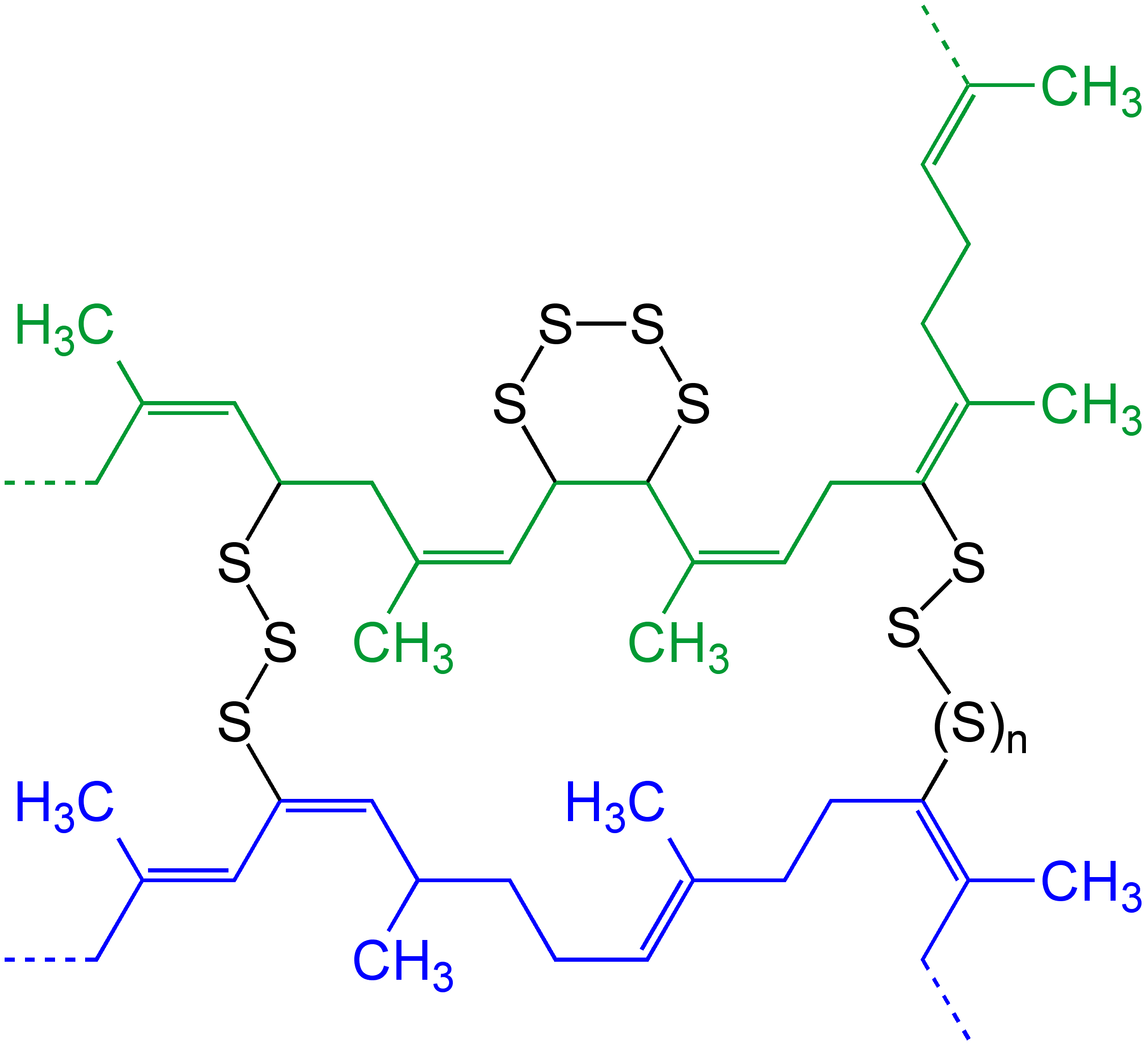
가황 후 황에 의해 가교 결합되어 있는 두 가닥(파랑과 초록)의 모습

에보나이트 다황화물 탄성체의 구조적 특성을 결정하는 주요 요인은 황 비율, 가황 온도 및 가황 시간이다. 화학 반응 시 기본적으로 이중 결합에 황이 첨가되어 분자 내 고리 구조를 형성한다. 황은 분자와 분자를 잇는 가교 결합을 형성하는 매개체가 된다. 최대 황 함량이 40%에 달하기 때문에 분자의 팽창을 방지하고 유전체의 손실을 최소화하는 데 사용할 수 있다. 황 함량이 35% 정도일 때 기계적인 결합이 가장 강하며 최고의 내열성을 갖는다. 황 함량이 30%로 낮을 때에는 충격에 가장 강한 상태가 된다. 실온에서 에보나이트의 강도는 분자 내 황 원자 사이의 반데르발스 힘에 좌우된다. 온도를 올리면 분자 진동이 서서히 증가하여 반데르발스 힘을 극복하고 탄성을 갖게 된다. 에보나이트 혼합물 밀도는 1.1에서 1.2 정도이다. 재가열된 에보나이트는 형상 기억 효과를 보이며, 일정 제한 조건 내에서 쉽게 모양을 변형할 수 있다. 황 함량에 따라 에보나이트는 70~80°C(158~176°F)의 연화 온도를 갖는다.
에보나이트는 주로 배터리의 황산 누출을 방지하기 위한 껍데기로 사용되었는데, 깨지기 쉬운 단점이 있었기에 적합하지 않았다. 이후 카본 블랙으로 만들어진 폴리프로필렌으로 대체되었다.

### 자외선 및 일광 노출
에보나이트는 자외선의 영향을 받으면 산화된다. 수분에 노출되면 물과 표면에 유리된 황이 결합하여 흡습성이 매우 높은 황산염과 황산이 생성된다. 황산염은 공기 중의 수증기를 응축하여 표면에 습윤성이 높은 막을 형성한다. 이러한 과정은 에보나이트의 겉부분부터 점차 회녹색에서 갈색으로 변색시키고 전기 표면 저항을 급격히 저하시킨다.

## 오염
에보나이트는 전자제품에 사용될 때에 오염 시 문제가 되었다. 제조 과정에서 에보나이트는 금속 호일 판 사이에 말려지는데, 이 과정에서 금속이 소량 벗겨졌다. 전자 제품용으로 사용하기 위해서는 에보나이트의 표면을 갈아서 금속 입자를 제거하는 과정이 필요하였다.

## 활용

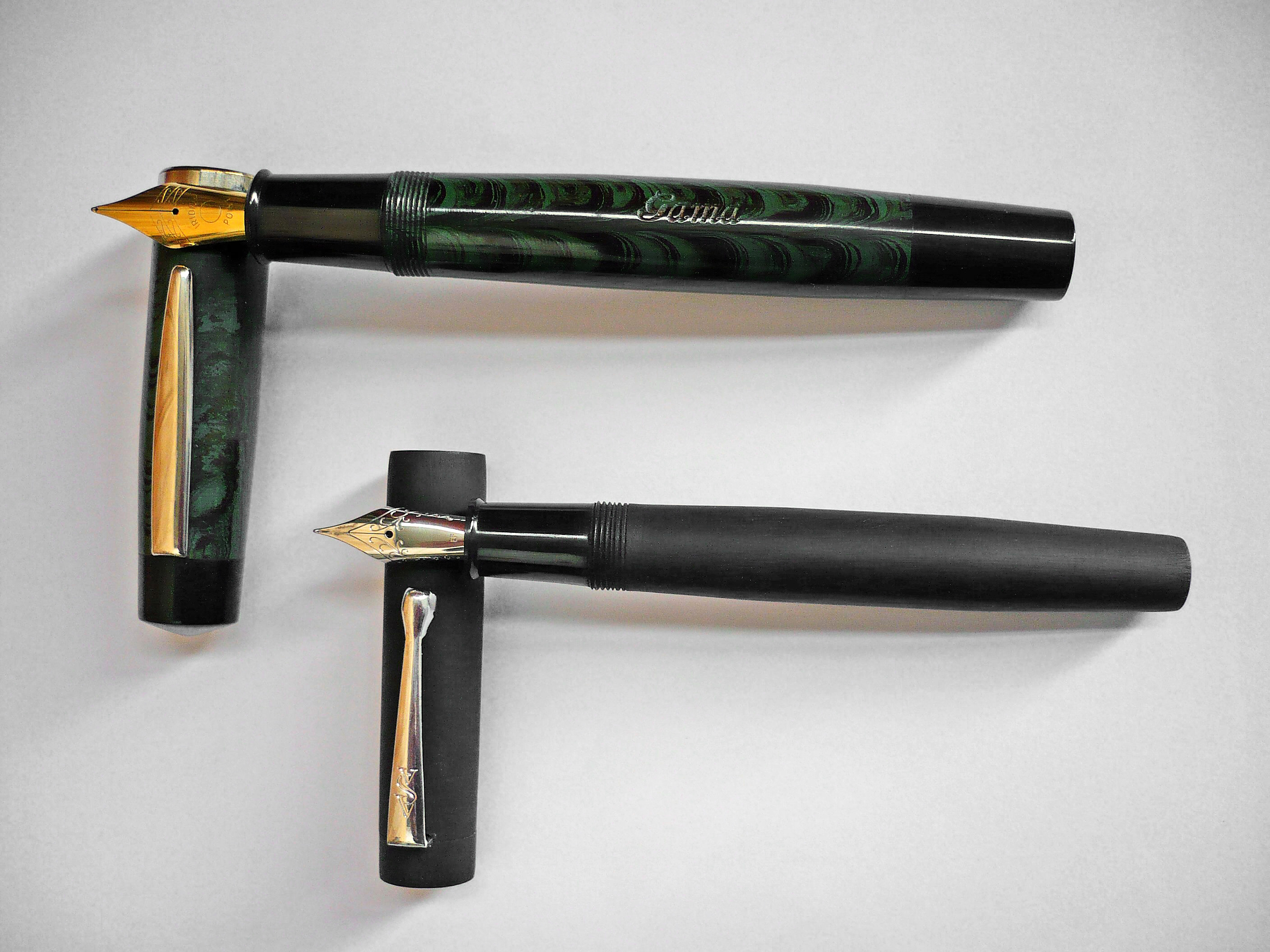
2014년 제작된 그린/블랙 리플 에보나이트 만년필, 2017년 제작된 블랙 에보나이트 만년필

20세기 초 볼링공에 에보나이트가 사용되었지만, 다른 소재로 대체되며 점차 사라졌다. 전기 플러그, 담뱃대의 마우스피스(폴리메타크릴산 메틸도 많이 사용됨), 낚시 릴, 하키 퍽, 만년필 본체 및 펜촉 피드, 색소폰 및 클라리넷의 마우스피스, 심지어는 습도 안정성이 중요한 클라리넷 본체에도 사용되었다. 바퀴 성분에서도 흔히 볼 수 있다. 또한 물리학에서 정전기를 설명하기 위해 흔히 사용되는데, 이는 에보나이트가 음전하로 대전되기 매우 쉽기 때문이다.
에보나이트는 수년간 자동차 배터리의 껍데기에 사용되어서, 폴리프로필렌과 같은 더 강한 플라스틱으로 대체된 후에도 검은색이 보편적인 색상으로 자리 잡았다. 현재 뉴웰 러버메이드의 자회사인 에이스에서 만든 빗에 수십 년 동안 사용되었지만, 현재 모델은 플라스틱으로만 생산되는 것으로 알려져 있다.
에보나이트는 희석된 염산이 들어 있는 다양한 저장용 용기의 부식 방지 척도로 사용된다. 상온 이상의 온도에서 불산을 보관하거나 장기간 보관할 때 기포를 형성한다.